# Black Rebel Motorcycle Club Live
Black Rebel Motorcycle Club Live zawiera więcej niż dwie godziny materiału filmowego, zrobionego z trzech koncertów w Berlinie, Dublinie i Glasgow i kronike końca trasy koncertowej Baby 81. Dodatkowo, zawiera intymne, zza kulis film tworzenia płyty Howl oraz jest objęty dodatkowymi czternastoma piosenkami.
The spine misspells the band's name as "Black Rebel Motorcylce Club."

## Utwory
Płyta 1 (DVD)
1. "Berlin"
2. "Weapon Of Choice"
3. "Rise Or Fall"
4. "666 Conducer"
5. "Ain’t No Easy Way"
6. "Weight Of The World"
7. "Stop"
8. "All You Do Is Talk"
9. "Red Eyes And Tears"
10. "As Sure As The Sun"
11. "American X"
12. "Spread Your Love"
13. "Love Burns"
14. "Mercy"
15. "Dirty Old Town"
16. "Promise"
17. "Six Barrel Shotgun"
18. "Whatever Happened To My Rock And Roll"
19. "Fault Line"
20. "Took Out A Loan"
21. "Show Is About To Begin"
22. "Heart And Soul"

Płyta 2 (CD)
1. "Weapon Of Choice"
2. "Rise Or Fall"
3. "666 Conducer"
4. "Ain’t No Easy Way"
5. "Berlin"
6. "Red Eyes And Tears"
7. "Love Burns"
8. "Mercy"
9. "Dirty Old Town"
10. "Promise"
11. "Six Barrel Shotgun"
12. "Spread Your Love"
13. "Took Out A Loan"
14. "Whatever Happened To My Rock And Roll

Płyta 3 (DVD)
- Bonus Concert Footage
  - "Need Some Air"
  - "Stop"
  - "Ain’t No Easy Way"
  - "Head Up High"
- "Devil’s Waiting" at Somerset House
- BBC Radio Sessions Birmingham
- "Rifles" Live na T in the Park
- "Feel It Now Jam"
- Howl Studio Sessions
  - Howl in the Studio Featurette
  - Recording "Ain’t No Easy Way"
  - Recording "The Line"
  - Recording "Shuffle Your Feet"
- Making Of "Weapon Of Choice" Video
- "American X" (krótki film)